# John Douglass, 14. Laird of Tilquhillie

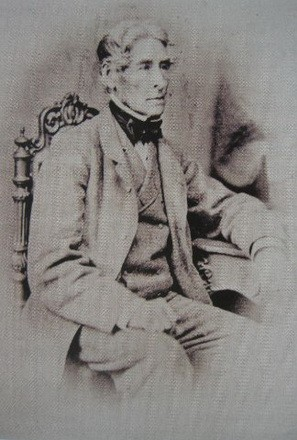
Porträt John Douglass

John Douglass, 14. Laird of Tilquhillie (auch John Douglas, * 28. März 1803 auf Tilquhillie Castle bei Banchory in Aberdeenshire; † 11. Oktober 1870 ebenda) war ein schottischer Textilunternehmer in Thüringen (Vorarlberg), Österreich.

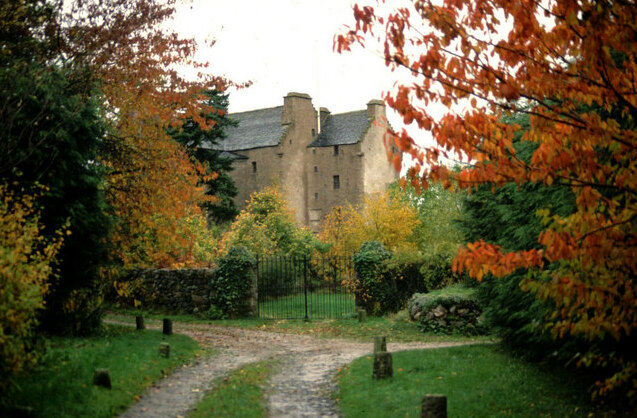
Tilquhillie Castle bei Banchory in Aberdeenshire

## Leben
Er war der Sohn des schottischen Landadligen John Douglas, 13. Laird of Tilquhillie (1772–1812) aus dessen Ehe mit Penuel, Tochter des John McKenzie of Drumtochty or Woodstock. Er entstammte damit einer Nebenlinie des Clan Douglas. 1812 erbte er beim Tod seines Vaters dessen Ländereien in Aberdeenshire als 14. Laird of Tilquhillie.
Am 1. Juni 1837 heiratete er Jane Margret Kennedy, Tochter des wohlhabenden Industriellen James Kennedy, Gutsherr von Caledon House in Ancoats bei Manchester. Durch seine Frau war Douglass auch verwandtschaftlich mit einer der erfolgreichen englischen Unternehmerfamilien verbunden.
Die günstigen wirtschaftspolitischen Rahmenbedingungen in Vorarlberg und die Verfügbarkeit von Wasserkraft zogen zu jener Zeit viele ausländische Unternehmer und Investoren an. So waren auch die Kennedys gemeinsam mit den ebenfalls verwandtschaftlich verbundenen Textilunternehmern und Antriebsspezialisten Escher aus der Nordostschweiz bereits in Feldkirch mit einer Spinnerei und Weberei erfolgreich.
In Thüringen, wo sich ein Wasserfall und eine damit betriebene alte Schmiede für eine industrielle Nutzung anbot, kaufte 1832 Peter Kennedy im Auftrag von John Douglass Schmiede und das Gebiet um den Wasserfall. Nach weiteren Grundkäufen 1834 und dem Bau des Spinnereigebäudes 1835/1836 konnte ein Teil der Textilfabrik ihren Betrieb aufnehmen. 1837 gründete Douglass gemeinsam mit Albert Escher und Peter Kennedy in Thüringen die „k. k. privilegierte Baumwoll-Spinnerey und Weberey“.
Ab dem Jahre 1850 war John Douglass alleiniger Besitzer des Unternehmens. In den frühen 1860er Jahren übergab er das Unternehmen an seinen Sohn John Sholto Douglass und zog sich nach Schottland auf seinem Familiensitz Tilquhillie Castle zurück, wo er 1870 starb.

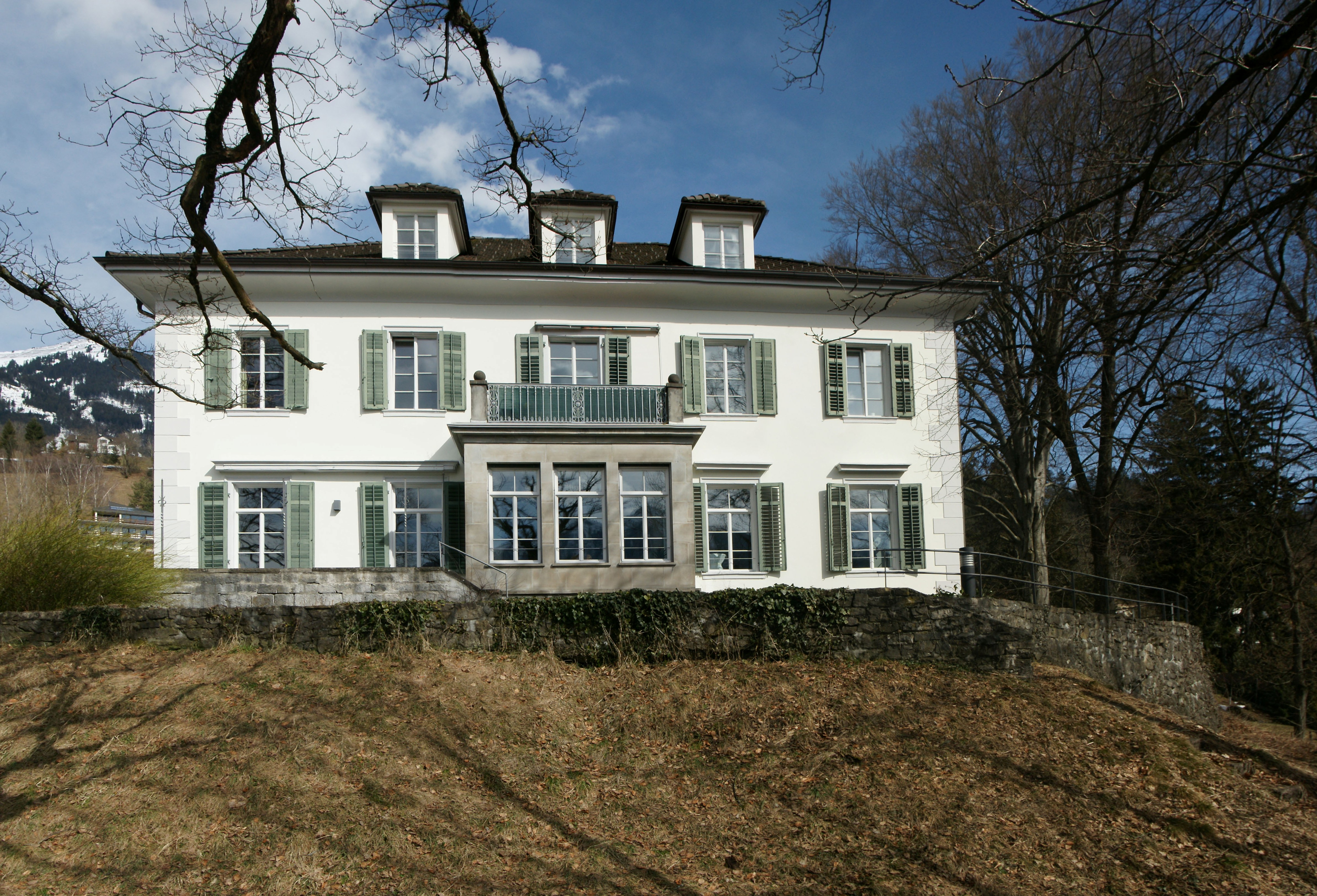
Villa Falkenhorst Wohnsitz in Thüringen bei Bludenz

Mit der Firmengründung 1837 entstand in Werksnähe als Wohnsitz für John und seine Frau Jane Douglass die stattliche Villa Falkenhorst. Mit Stilmerkmalen englischer Landhäuser stellt sie ein schönes Beispiel Vorarlberger Architektur aus der Zeit der Industrialisierung und des Biedermeiers dar.

## Nachkommen
Aus seiner Ehe mit Jane Margret Kennedy hatte er mindestens fünf Kinder:
- John Sholto Douglass, 15. Laird of Tilquhillie (1838–1874) ⚭ Wanda von Poellnitz
- Archibald Kennedy Douglas (1839–1873)
- James McKenzie Douglas (1841–1842)
- George Louis Augustus Douglas (1845–1854)
- Edward Douglas (1852–1852)